# 페르시 디아코니스

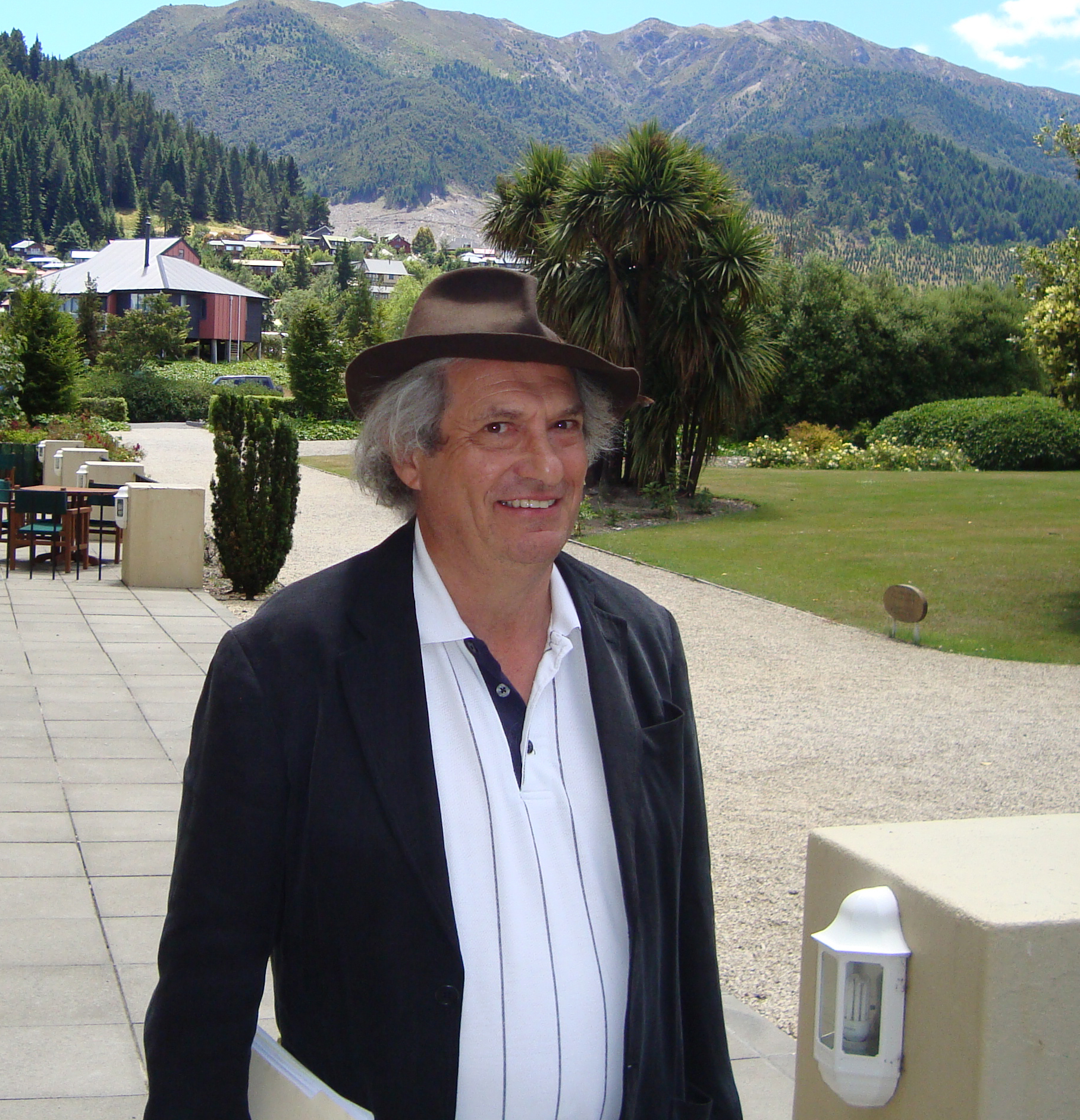
2010년 모습

페르시 디아코니스(Persi Diaconis, 본명: 페르시 워렌 디아코니스, /ˌdaəˈkoʊnəs/; 1945년 1월 31일 ~ )는 그리스계 미국인 수학자이자 전 직업 마술사이다. 스탠퍼드 대학교 통계학 및 수학의 메리 V. 선세리(Mary V. Sunseri) 교수이다.
특히 동전 뒤집기, 카드 섞기 등 무작위성과 관련된 수학적 문제를 다루는 것으로 유명하다.

## 같이 보기
- 무작위 행보